# Divize C 1972/1973
V soubojích 8. ročníku České divize C 1972/73 se utkalo 14 týmů dvoukolovým systémem podzim–jaro. Tento ročník začal v srpnu 1972 a skončil v červnu 1973.

## Nové týmy v sezoně 1972/73
Z 2. ligy – sk. A 1971/72 nesestoupil do Divize C nikdo. Z krajských přeborů ročníku 1971/72 postoupila vítězná mužstva TJ Osinek Kostelec nad Orlicí z Východočeského krajského přeboru a TJ LIAZ Jablonec nad Nisou „B“ z Severočeského krajského přeboru. Také sem byla přeřazena mužstva TJ Xaverov Horní Počernice a SK Břevnov z Divize B.

## Výsledná tabulka
Zdroj: 
| Poř. | Tým                             | Z  | V  | R  | P  | VG | OG | B  |
| ---- | ------------------------------- | -- | -- | -- | -- | -- | -- | -- |
| 1.   | VTJ Dukla Jičín                 | 26 | 17 | 4  | 5  | 49 | 26 | 38 |
| 2.   | TJ Slavoj Vyšehrad              | 26 | 14 | 6  | 6  | 54 | 34 | 34 |
| 2.   | TJ Transporta Chrudim           | 26 | 14 | 3  | 9  | 47 | 31 | 31 |
| 4.   | TJ Lokomotiva Nymburk           | 26 | 13 | 4  | 9  | 48 | 42 | 30 |
| 5.   | TJ Spartak Pelhřimov            | 26 | 11 | 7  | 8  | 41 | 33 | 29 |
| 6.   | TJ Kolora Semily                | 26 | 8  | 12 | 6  | 36 | 26 | 27 |
| 7.   | TJ LIAZ Jablonec nad Nisou „B“  | 26 | 10 | 5  | 11 | 44 | 33 | 25 |
| 8.   | TJ Jawa Metaz Týnec nad Sázavou | 26 | 10 | 5  | 11 | 44 | 33 | 25 |
| 9.   | TJ Spartak Hradec Králové "B"   | 26 | 10 | 5  | 11 | 41 | 44 | 25 |
| 10.  | TJ Xaverov Horní Počernice      | 26 | 9  | 6  | 11 | 40 | 34 | 24 |
| 11.  | TJ Lokomotiva Pardubice         | 26 | 9  | 5  | 12 | 41 | 39 | 23 |
| 12.  | SK Břevnov                      | 26 | 9  | 4  | 13 | 29 | 36 | 22 |
| 13.  | TJ Osinek Kostelec nad Orlicí   | 26 | 5  | 5  | 16 | 28 | 76 | 15 |
| 14.  | TJ Spartak Pečky                | 26 | 5  | 5  | 16 | 26 | 71 | 15 |

Poznámky:
- Z = Odehrané zápasy; V = Vítězství; R = Remízy; P = Prohry; VG = Vstřelené góly; OG = Obdržené góly; B = Body

|  | Postup do 3. ligy – sk. A 1973/74                |
|  | Sestup do příslušného oblastního přeboru 1973/74 |